# Nemyčeves
Nemyčeves är en ort i Tjeckien. Den ligger i den centrala delen av landet, 70 km öster om huvudstaden Prag. Nemyčeves ligger 288 meter över havet och antalet invånare är 271.
Terrängen runt Nemyčeves är platt, och sluttar söderut.Runt Nemyčeves är det ganska glesbefolkat, med 50 invånare per kvadratkilometer. Närmaste större samhälle är Jičín, 6,0 km norr om Nemyčeves. Trakten runt Nemyčeves består till största delen av jordbruksmark.